# Ондар, Саян Оюн-оолович
Саян Оюн-оолович Ондар (род. 14 февраля 1995) — российский дзюдоист и самбист, победитель этапов Кубка Европы по дзюдо,  бронзовый призёр чемпионатов России по дзюдо 2015 и 2017 годов, обладатель Кубка России по дзюдо, мастер спорта России международного класса. Студент факультета физической культуры и спорта Тувинского государственного университета.

## Спортивные результаты
- Мемориал Владимира Гулидова 2013 — [2];
- Первенство мира среди юниоров по самбо 2013 — ;
- Первенство России среди юниоров по самбо 2014 — [3];
- Чемпионат России по дзюдо 2015 — ;
- Кубок России по дзюдо 2016 — [4];
- Кубок Европы по дзюдо 2015 — ;
- Кубок Европы по дзюдо 2016 — ;
- Кубок Европы по дзюдо 2017 — ;
- Чемпионат России по дзюдо 2017 — ;